# Valerie Haller
Valerie Haller (* 12. November 1970 in München) ist eine deutsche Fernseh-Moderatorin und Börsenreporterin.

## Leben
Valerie Haller absolvierte zunächst ein Volontariat bei Radio Xanadu in München. Danach studierte sie ab 1990 Politikwissenschaft und Journalistik in München und an der New York University. Nebenbei arbeitete sie als freie Mitarbeiterin und Moderatorin, unter anderem bei 95.5 Charivari und Radio Gong. Sie erwarb einen Master of Arts in New York.
1995 war sie anschließend als Redakteurin und Moderatorin bei Bloomberg News in New York tätig. Ab 1997 wechselte sie zum Studio des ZDF in New York.
Im Jahr 2000 kehrte Haller wieder nach Deutschland zurück und moderierte bis 2007 bei den heute-Nachrichten (vorrangig heute – in Deutschland). Außerdem ist sie seitdem Börsenreporterin für das heute-journal. Weiterhin vertrat sie bis 2011 Michael Opoczynski bei dem Wirtschaftsmagazin WISO, bis dies Martin Leutke übernahm. Seit dem 2. Mai 2011 ist Haller als Nachfolgerin von Barbara Hahlweg wieder in den Nachmittagsausgaben der heute-Nachrichten und bei heute – in Deutschland zu sehen.
Valerie Haller ist Mutter eines Sohnes. Ihr Vater ist Peter Haller, einer der Gründer der Serviceplan Group; ihr Bruder ist Florian Haller, aktueller Geschäftsführer dieser Werbeagentur-Gruppe.